# Explosions
Explosions è un singolo della cantante inglese Ellie Goulding, pubblicato nel 2013 ed estratto dal suo album Halcyon.

## Tracce
Download digitale
1. Explosions – 4:03